# 日本テレビ系列平日午後2時台のワイドショー枠
日本テレビ系列平日午後2時台のワイドショー枠（にほんテレビけいれつへいじつごご2じだいのワイドショーわく）とは、日本テレビをはじめとするNNS系列で、平日（月曜日 - 金曜日）の14時台に放送されているワイドショー番組一覧のこと。

## 歴史
- 朝のワイドショー・昼のワイドショーがいずれも他局に遅れていた日本テレビも、2時台のワイドショーだけは意外にも先駆者で、『3時のあなた』（フジテレビ系列）が開始する1年半前の1966年11月に『2時ですこんにちは』を他局に先駆けて開始、だが当時は主婦向けワイドショーは全く人気が無く、そればかりかフジテレビ系列の日替わりバラエティ（後に帯バラエティ）『タワーバラエティ』に歯が立たず、2年持たずに終了、中断を置いて、かつて昼に放送されていた『婦人ニュース』を復活するも人気は出ず、半年持たずに終了し、ドラマ再放送枠に逆戻り、そして『3時のあなた』は元より、TBS系列の『3時にあいましょう』が人気を上げて、全くお株を奪われる事となる。
- だが1977年10月に関西ローカルで『ワイドショー今』（読売テレビ制作）を開始し人気を上げ、そして1年半後の1979年3月5日より制作は同じで、『2時のワイドショー』に変更、4月2日改編で全国ネットへ昇格、たちまち人気番組となり、13年半続く長寿番組となった。
- その後『Beアップル2時!』は振るわなかったが、1993年4月5日より日本テレビ・読売テレビの共同制作[1]となり、枠を15:50まで拡大した『ザ・ワイド』を開始、こちらは人気番組となり、『2時のワイドショー』を上回る14年半継続した。
- 『ザ・ワイド』の後枠については、大半の局で読売テレビ制作の『情報ライブ ミヤネ屋』を放送開始[2][3]し、これが事実上の後継番組となった。しかしキー局の日本テレビとテレビ信州では日本テレビ制作のドラマ・バラエティーの再放送枠『ドラバラZONE』を放送した。2008年になり、テレビ信州が同年1月7日から『情報ライブ ミヤネ屋』（第1部・第2部）のネットに切り替え、同年3月31日からは日本テレビ・広島テレビでも『情報ライブ ミヤネ屋』（第1部）のネットを開始した。これにより、半年ぶりに全国放送のワイドショー枠として復活した。

## 主な番組

### 日本テレビ（キー局）における番組変遷
| 番組名                                            | 放送期間                                                       | 備考 |
| ------------------------------------------------- | -------------------------------------------------------------- | --- |
| 2時ですこんにちは                                 | 1966年11月21日 - 1968年1月16日                                 | 月曜 - 木曜は日本テレビ制作。金曜のみ読売テレビ制作。 |
| （ワイドショー一旦中断）                          |                                                                | |
| 婦人ニュース（第2期）                             | 1968年7月1日 - 1969年1月17日                                   | 日本テレビ単独制作。 |
| （ワイドショー2度目の中断）                       |                                                                | |
| 2時のワイドショー                                 | 1979年4月2日（日本テレビなどでのネット開始日） - 1992年10月2日 | ここから読売テレビ単独制作の全国ネット番組（ただし、一部地域は非ネット）。 |
| Beアップル2時!                                    | 1992年10月5日 - 1993年4月2日                                   | ここまで読売テレビ単独制作の全国ネット番組（ただし、一部地域は非ネット）。 |
| ザ・ワイド                                        | 1993年4月5日 - 2007年9月28日                                   | 日本テレビ・読売テレビ共同制作→読売テレビ・日本テレビ共同制作の全国ネット番組（番組開始当初は一部地域で非ネット）。 13:55 - 15:50の2時間枠（番組開始当初は14:00開始の地域あり）。15時台と統合。                      |
| （ワイドショー3度目の中断）                       |                                                                | |
| 情報ライブ ミヤネ屋（第1部） →情報ライブ ミヤネ屋 | 2008年3月31日 - 現在                                           | 読売テレビ単独制作。第1部（13:55 - 14:55）がネットセールス番組に昇格した。第2部（14:55 - 15:50）は2008年9月1日からネット開始。 2014年9月29日から、第1部・第2部の枠切りがなくなり、全編ネットワークセールス枠に変更。 |

### その他の読売テレビ（ytv）制作ワイドショー
いずれもローカルセールス番組。
- ワイドショー今（1977年10月3日 - 1979年3月2日）
- 2時のワイドショー（1979年3月5日 - 3月30日） - 全国ネット化より1ヶ月早く放送開始
日本テレビにおけるワイドショー2度目の中断末期に放送されたワイドショー。基本的に関西ローカルだったが、一部系列局でも放送。
- 情報ライブ ミヤネ屋（第1部）（2007年10月1日 - 2008年3月28日）[4]
日本テレビにおけるワイドショー3度目の中断期に放送されたワイドショー。2007年12月28日までは日本テレビ・テレビ信州以外の系列26局が、2008年3月28日までは日本テレビ以外の系列27局がそれぞれネットしていた。このうち、多くの系列局が第1部・第2部をセットでネットしていたが、第1部のみのネット局も数局存在した。また、ネットセールス化前の第1部は非ネット局（日本テレビ・広島テレビおよび2007年12月28日までのテレビ信州）があったが、2008年9月26日まで存在した第3部は読売テレビ・中京テレビ・広島テレビ（および第1部ネットセールス化後の西日本放送）がネットしていた。2008年3月31日から日本テレビ・広島テレビが第1部（13:55 - 14:55）をネット開始するとともに、ローカルセールス番組からネットセールス番組に昇格し、現在に至る。

## 日本テレビにおけるワイドショー中断期に放送された主な番組

### 日本テレビ
- ドラバラZONE（第1部）（2007年10月1日 - 2008年3月28日） - 日本テレビにおけるワイドショー最初の中断期に放送されたドラマ再放送枠。『ザ・ワイド』の後継番組として15時台の第2部まで放送。

### テレビ信州
- ドラバラZONE（第1部）（2007年10月1日 - 12月28日） 
日本テレビにおけるワイドショー最初の中断前期に放送されたドラマ再放送枠。日本テレビと同時ネット。『ザ・ワイド』の後継番組として15時台の第2部まで放送。2008年1月7日からは当番組の後継番組として『情報ライブ ミヤネ屋』の第1部（・第2部）をネット開始。

### 備考
『情報ライブ ミヤネ屋』の第1部ネットセールス化前（2007年10月1日 - 2008年3月28日）のネット状況については以下の通りである。
- 日本テレビ・テレビ信州・広島テレビ以外では2007年10月 - 2008年3月28日の間は『情報ライブ ミヤネ屋』（第1部）をネット。このうち、多くの系列局が第1部・第2部をセットでネットしていた。
- 日本テレビでは2007年10月1日 - 2008年3月28日の間は当時間帯のワイドショー放送を中断していた。
- テレビ信州では2007年10月1日 - 12月28日は当時間帯のワイドショー放送を中断していたが、2008年1月7日 - 3月28日の間は『情報ライブ ミヤネ屋』（第1部（・第2部））をネット。
- 広島テレビでは2007年10月1日 - 2008年3月28日の間は当時間帯のワイドショー放送を中断していたものの、同期間に『情報ライブ ミヤネ屋』（第2部および現在は廃枠となった第3部）はネットしていた。